# The Green Archer
The Green Archer é um seriado estadunidense de 1925, no gênero Aventura e Mistério, dirigido por Spencer Gordon Bennet, em 10 capítulos, estrelado por Allene Ray e Walter Miller. Foi produzido e distribuído pela Pathé Exchange e veiculou nos cinemas estadunidenses de 6 de dezembro de 1925 a 7 de fevereiro de 1926. Foi inspirado no livro de Edgar Wallace, “The Green Archer”, escrito em 1923.
Embora este seriado seja considerado perdido, uma parte dele está conservada na “UCLA Film and Television Archives”.

## Enredo
Abel Bellamy (Burr McIntosh) tornou-se um milionário por métodos cruéis e ilegais. Ele compra um castelo medieval inglês que é desmontado e enviado para a América, onde é reconstruído em Nova Iorque. Este desenvolvimento da história não é original do romance de Wallace, mas foi adicionado convenientemente ao filme para que os atores americanos pudessem desenvolver a história em locais acessíveis, mas com um antigo castelo presente.
O castelo parece ser assombrado: Bellamy e várias outras pessoas percebem uma estranha figura encoberta, armada com uma besta e flechas muito reais, que o arqueiro usa para fins homicidas. Os intertítulos informam que as vestes do arqueiro são verdes, embora este filme seja monocromático.
Ao longo do seriado, vários personagens são suspeitos de serem o Arqueiro Verde. Embora o arqueiro seja aparentemente masculino, alguns dos suspeitos são mulheres, incluindo a loura Allene Ray como Valerie, além de um vizinho cujo pai (Stephen Grattan) tem um rancor contra Bellamy. Valerie é apaixonada por Jim Featherstone, um capitão da polícia local.
Para impedir que soubessem antes do final quem era o Arqueiro Verde, o rosto de Walter Miller teve que ser escondido com uma máscara até a cena em que seria finalmente desmascarado.

## Outras versões
Houve posteriormente outras versões homônimas da história de Edgar Wallace; uma em 1940, o seriado também intitulado The Green Archer, da Columbia Pictures em 15 episódios, estrelado por Victor Jory, outra em 1961, Der grüne Bogenschütze, filme alemão de 95 minutos.

## Elenco
- Allene Ray - Valerie Howett
- Walter Miller - Jim Featherstone
- Burr McIntosh - Abel Bellamy
- Frank Lackteen - Julius Savini
- Dorothy King - Gay Savini
- Stephen Grattan - Walter Howett
- William R. Randall - John Wood
- Walter P. Lewis - Cold Harbor Smith
- Wally Oettel - Spike Holland
- Tom Cameron - Butler
- Jack Tanner - Creager

## Capítulos
1. The Ghost of Bellamy Castle
2. The Midnight Warning
3. In the Enemy's Stronghold
4. On the Storm King Road
5. The Affair at the River
6. The Mystery Ship
7. Bellamy Baits a Trap
8. The Cottage in the Woods
9. The Battle Starts
10. The Smoke Clears Away